# Anna-Marie Missoul
Anna-Marie Missoul (Oostende, 4 augustus 2009) is een Vlaamse actrice. Ze is gekend voor haar rol als Emma, tienerdochter van Chantal, uit de gelijknamige VRT-serie Chantal. Naast Emma in Chantal heeft ze ook de rol van Roosje gespeeld in Styx.

## Biografie
Missoul studeert wiskunde-wetenschappen aan het Sint-Lodewijkscollege te Brugge. Ze houdt naast acteren van zingen en staat regelmatig op het podium met de muziekschool Metronoom.

## Filmografie
- Chantal (2022-heden) - als Emma Vantomme
- Styx (2024) - als Roos
- Sauvages (2024) - als Kéria (stemactrice)
- Comeback (2025) - als Mo